# Simone Warzel
Simone Warzel (1973) é uma matemática alemã, que trabalha com física matemática.
Warzel estudou em Erlangen e Cambridge, e obteve em 2001 um doutorado na Universidade de Erlangen-Nuremberg, orientada por Hajo Leschke, com a tese On Lifshits Tails in Magnetic Fields. De 2003 a 2006 fez pós-doutorado na Universidade de Princeton, onde foi em 2006 Assistant Professor. É desde 2008 professora da Universidade Técnica de Munique.
Foi palestrante convidada do Congresso Internacional de Matemáticos no Rio de Janeiro (2018: Delocalization for random operators and matrices).

## Publicações selecionadas
- Michael Aizenman, Simone Warzel: Random Operators: Disorder Effects on Quantum Spectra and Dynamics AMS 2015.
- Surprises in the phase diagram of the Anderson model on the Bethe lattice, pp. 239-253 in: XVIIth International Congress on Mathematical Physics Ed.: A. Jensen, World Scientific 2013.
- M. Aizenman, S. Warzel: Absolutely continuous spectrum implies ballistic transport for quantum particles in a random potential on tree graphs, J. Math. Phys. 53, 095205 (2012)
- M. Aizenman, S. Warzel: Extended states in a Lifshitz tail regime for random Schrödinger operators on trees, Phys. Rev. Lett. 106: 136804 (2011). Arxiv
- M. Aizenman, S. Warzel: Disorder-induced delocalization on tree graphs. In: Mathematical Results in Quantum Mechanics, Ed. P. Exner, 107-109, World Scientific 2011.
- M. Aizenman, S. Warzel: Complete dynamical localization in disordered quantum multi-particle systems. XVIth International Congress on Mathematical Physics, 556–565, World Sci. 2010.
- Heinz Siedentop, R. Frank, S. Warzel: The energy of heavy atoms according to Brown and Ravenhall: the Scott correction. Doc. Math. 14: 463–516 (2009).
- M. Aizenman, S. Warzel: Localization Bounds for Multiparticle Systems, Comm. Math. Phys. 290: 903–934 (2009)
- H. Siedentop, R. Frank, S. Warzel: The energy of heavy atoms according to Brown and Ravenhall: the Scott correction, Comm. Math. Phys. 278: 549–566 (2008).
- Rupert L. Frank, H. Siedentop, S. Warzel, The ground state energy of heavy atoms: relativistic lowering of the leading energy correction, Commun. Math. Phys. 278 : 549-566 (2008)
- M. Aizenman, B. Sims, S. Warzel, Stability of the absolutely continuous spectrum of random Schrödinger operators on tree graphs, Probab. Theory Relat. Fields 136: 363-394 (2006)
- H. Leschke, S. Warzel, Quantum-classical transitions in Lifshits tails with magnetic fields, Phys. Rev. Lett. 92: 086402:1-4 (2004)
- H. Leschke, P. Müller, S. Warzel, A survey of rigorous results on random Schrödinger operators for amorphous solids, Markov Proc. Relat. Fields 9: 729-760 (2003)
- G. Raikov, S.Warzel, Quasi-classical versus non-classical spectral asymptotics for magnetic Schrödinger operators with decreasing electric potentials, Rev. Math. Phys. 14: 1051-1072 (2002)
- G. Raikov, S.Warzel, Spectral asymptotics for magnetic Schrödinger operators with rapidly decreasing electric potentials, C. R. Acad. Sci. Paris Ser. I, 335: 683-688 (2002)
- T. Hupfer, H. Leschke, P. Müller, S. Warzel, The absolute continuity of the integrated density of states for magnetic Schrödinger operators with certain unbounded random potentials, Comm. Math. Phys. 221: 229-254 (2001)